# Familia ignaciana

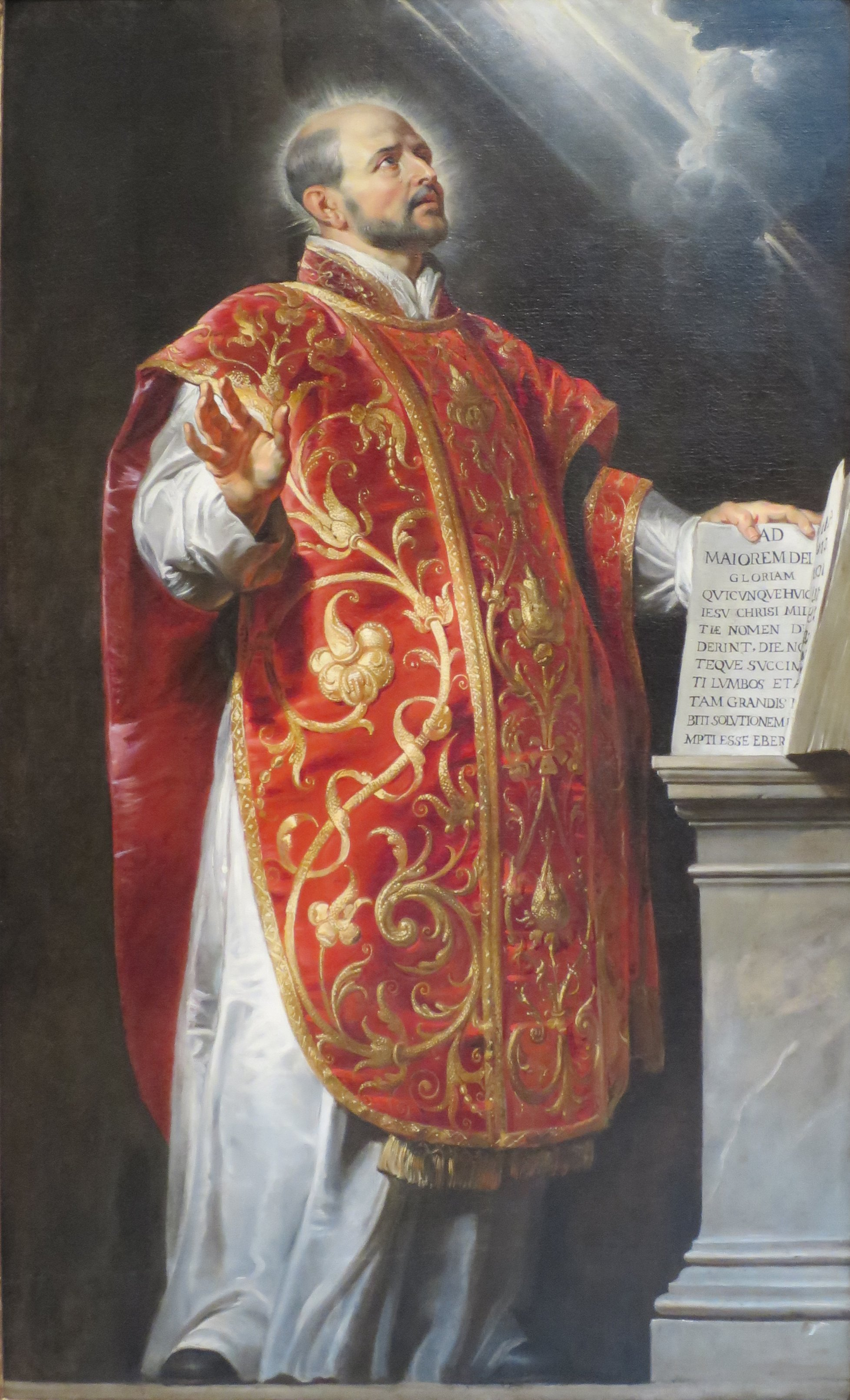
San Ignacio de Loyola, fundador de la Compañía de Jesús y autor de los Ejercicios Espirituales.

La familia ignaciana reúne de manera informal (sin vínculo oficial) las diferentes congregaciones, comunidades, movimientos o asociaciones -tanto religiosas como laicales- de espiritualidad ignaciana, cada cual con sus propios estatutos canónicos independientes. Comparten en particular la práctica de los Ejercicios espirituales de san Ignacio de Loyola.Sus nombres, muchas veces, se refieren o al fundador de los jesuitas o a san Francisco Javier. Varios de estos grupos fueron fundados propiamente por jesuitas.
Sus números varían, según los casos, desde unas pocas decenas de miembros hasta varias decenas de miles (123 000 para la Comunidad de Vida Cristiana en 2006).  En el momento de la supresión de la Compañía de Jesús en 1773, existían ya 23 institutos. Desde su restauración en 1814, al menos 209 institutos adicionales fueron fundados, de los cuales 174 eran nuevos y 35 «ramas de troncos anteriores». En total, a través de los años, la familia ignaciana ha estado compuesta por más de 230 institutos femeninos.

## Institutos de vida consagrada
- La Compañía de Jesús (SJ), fundada por san Ignacio de Loyola (1540)[4]
- La Compañía de Santa Úrsula (OSU), fundada por Anne de Xainctonge (1606)[5]
- La Compañía de María (ODN), fundada por santa Jeanne de Lestonnac (1607)[6]
- Las Hermanas de Santa Caterina (CSC), fundadas por la beata Regina Protmann (1608)
- La Congregación de Jesús (CJ) y el Instituto de la Bienaventurada Virgen María (IBVM), ambos consideran como fundadora a Mary Ward (1609)[7]
- Las Hermanas de San José (CSJ o SSJ), fundadas por el jesuita Jean-Pierre Médaille (1650)
- Las Hermanas de la Doctrina Cristiana (DC), fundadas por Jean-Baptiste Vatelot (1716)[8]
- Las Hijas del Corazón de María (FCM), fundadas por el jesuita Pierre-Joseph de Clorivière y Adélaïde de Cicé (1790)[9]
- Las Religiosas del Sagrado Corazón de Jesús (RSCJ), fundadas por santa Madeleine-Sophie Barat (1800)
- Las Hermanas de Santa Cristiana (SSCh), fundadas por los esposos de Méjanès (1807)[10]
- Las Religiosas de Jesús-María (RJM), fundadas por santa Claudina Thévenet (1818)[11]
- Los Oblatos de la Virgen María (OMV), fundados por el P. Bruno Lanteri (1816)[12]
- Las Hermanas de Santa Clotilde, fundadas por Antoinette Aubry Desfontaines y Jean-Baptiste Rauzan (1821)[13]
- Las Hermanas de Nuestra Señora del Cenáculo (RC), fundadas por el jesuita Étienne Terme (1826)
- Las Hermanas de María Auxiliadora (MA), fundadas por Marie-Thérèse de Soubiran (1854)[14]
- Las Auxiliadoras de las Almas del Purgatorio (SA), fundadas por Eugénie Smet (1856)[15]
- Las Religiosas de San Andrés (RSA), adoptan una constitución ignaciana (1857)[16]
- Las Hermanas de Maria Reparadora (SMR), fundadas por Émilie d'Oultremont (1857)[17]
- Las Hijas de Jesús (FJ), fundadas por santa Cándida María de Jesús (1872)[18]
- Las Oblatas del Corazón de Jesús (OCJ), fundadas por Louise Thérèse de Montaignac (1874)[19]
- Las Siervas de San José (SSJ), fundadas por el jesuita Francisco Butiñá Hospital y la salmantina santa Bonifacia Rodríguez Castro (1874).
- Las Hijas de San José (FSJ o HSJ), fundadas por el jesuita Francisco Butiñá Hospital (1875).
- Las Religiosas de María Inmaculada (RMI), fundadas por santa Vicenta María López Vicuña (1876)[20]
- Las Esclavas del Sagrado Corazón de Jesús (ACJ), fundadas por santa Rafaela María Porras (1877)[21]
- Las Hermanitas Obreras (PSO), fundadas por Jules Sambin (1880)[22]
- El Instituto de Damas Catequistas (ICDS), fundado por la beata Dolores Sopeña (1901)[23]
- Las Ursulinas del Sagrado Corazón de Jesús Agonizante (USKJ), fundadas por Ursule Ledóchowska (1920)[24]
- Las Misioneras de Xavières (XMCJ), fundadas por Claire Monestès (1921)
- Las Auxiliadoras del Sacerdocio, fundadas por Marie Galliod (1926)[25]
- Las Mercedarias Misioneras de Berriz (MMB), fundadas por la beata Margarita María López Maturana (1930)[26]
- La Santa Cruz de Jerusalén, fundada por el jesuita Jacques Sevin y Jacqueline Brière (1944)[27]
- La Congregación del Retiro, unión de tres congregaciones ignacianas femeninas (1966)
- Las Hermanas de Cristo (UMC), unión de siete congregaciones ignacianas femeninas (1976)[28]
- Las Hermanas de Jesús Siervo (SdJS), unión de cinco congregaciones ignacianas femeninas (2007)[29]

## Sociedades de vida apostólica
- La Comunidad Apostólica de San Francisco Javier (SFX), fundada por Madeleine Daniélou y el jesuita Léonce de Grandmaison (1911)[30]
- Las Consagradas del Regnum Christi (2019)
- Los Laicos Consagrados del Regnum Christi (2019)

## Asociaciones seculares
- Las Congregaciones Marianas (1563), fundadas por el jesuita Jean Leunis para formar a grupos selectos de niños de los colegios de la Compañía de Jesús que quisieran crecer en el ámbito espiritual y servir de fermento en medio de la masa.[31] Leunis eligió a la Virgen María como patrona de los grupos. Tras la supresión de la Compañía en 1773, estas pasaron a ser de derecho diocesano, siendo una institución más de Iglesia universal. En 1967, muchas de las congregaciones se transformaron en Comunidades de Vida Cristiana modificando su carisma y espiritualidad. [32][33]
- La Red Mundial de Oración del Papa (1844), fundado por el jesuita Francisco Javier Gautrelet en Francia como Apostolado de la Oración para orar y ofrecer los días por las misiones de la Iglesia. Tras el interés del Papa León XIII entre 1890 y 1896, fue asumida como una misión propia de Papa siendo dirigida por la Compañía de Jesús.[34] Adentrado en un proceso de recreación, en 2016 cambió el nombre al actual y en 2018 fue determinado como obra pontificia.[35]
- La Comunidad de Vida Cristiana (CVX/CLC), comunidad que sucedió a las Congregaciones Marianas en 1967 antes de ser reconocida por el Vaticano en 1971, modificando pilares propios como el apostolado y la santificación a través de la Virgen María a otros como el servicio a los necesitados, la acogida de inmigrantes, el cuidado de la casa común o el compromiso cívico en el ámbito político, social y cultural.[32][36]No obstante, mantiene como elemento fundamental el uso de la espiritualidad ignaciana para seguir a Jesús. Además, trabaja en un ámbito muy polémico en la Iglesia católica como es el de integrar a personas con otras orientaciones sexuales y a las nuevas configuraciones familiares. [37][38][39]
- El Movimiento Regnum Christi (1959), fundado por el sacerdote Marcial Maciel tras fundar anteriormente Los Legionarios de Cristo. Aunque no participa en proyectos en común con otras organizaciones de la familia ignaciana, su carisma y espiritualidad proviene de la espiritualidad ignaciana haciendo uso de elementos como el magis (en latín, «más») o los Ejercicios Espirituales para el discernimiento.[40][41][42]
- El Movimiento Eucarístico Juvenil (1915), fundado tras el Congreso Eucarístico Internacional de Lourdes en Francia como Cruzada Eucarística, en 1962 se renueva pedagógicamente.[43] Es un movimiento internacional de formación cristiana para jóvenes (5-25 años) inspirado en los Ejercicios Espirituales de san Ignacio y la pedagogía de los discípulos de Emaús: Evangelio, Eucaristía y Misión. Es la rama juvenil de la Red Mundial de Oración del Papa.[44]
- La Red de Jóvenes Ignacianos (1984), proyecto que nace para promover y dinamizar la fe católica en la juventud (18-30 años) según la espiritualidad ignaciana.[45][46] Está presente principalmente en países iberoamericanos como Colombia, Argentina y Uruguay.[47][48]Además, ha participado en los eventos mundiales #beMAG+S organizados por la Comunidad Magis en los días previos a diferentes JMJs.[49]
- La Comunidad Magis (2005), proyecto iniciado en la Jornada Mundial de la Juventud de 1997 con el deseo de unir a los jóvenes (18-30 años) de la familia ignaciana para seguir a Jesús y vivir su fe cristiana en el día a día según la espiritualidad de san Ignacio de Loyola.[50] Actualmente, está principalmente extendida en Europa. Se apoya principalmente en la Compañía de Jesús (SJ), en las Esclavas del Sagrado Corazón de Jesús (ACJ), en las Religiosas de Jesús-María (RJM), en las Hijas de Jesús (FJ), en las Religiosas del Sagrado Corazón de Jesús (RSCJ) y en la Compañía de María (ODN). Además, también colabora con la Comunidad de Vida Cristiana (CVX/CLC).[51]

## Familia Ignaciana Extendida
También existen lo que se puede llamar la «familia ignaciana extendida» que incluye a los cristianos que, sin ser de convicción católica, han elegido la espiritualidad ignaciana como marco de referencia en su relación personal con Dios y con Cristo. Entre estos se encuentran anglicanos o episcopales, luteranos, metodistas, presbiterianos, menonitas, cuáqueros y miembros de la Iglesia Reformada Unida.
- La Comunidad Chemin Neuf (1973), fundada por el jesuita Laurent Fabre con una vocación ecuménica. Aunque su carisma tiene una raíz católica basada en la espiritualidad ignaciana y en la renovación carismática católica de los Documentos de Malinas de 1974, la comunidad promueve la unidad entre los cristianos y acoge a personas de diversas Iglesias dentro del cristianismo..[52]